# Kristo Kollo
Kristo Kollo (ur. 17 stycznia 1990) – estoński siatkarz, reprezentant kraju, grający na pozycji przyjmującego. 

## Sukcesy klubowe
Liga bałtycka:
- 2012, 2015, 2021
- 2008, 2009, 2010, 2014
- 2025[3]

Liga estońska:
- 2012, 2014
- 2008, 2009, 2011, 2015, 2024, 2025[4]
- 2010, 2021

Puchar Estonii:
- 2008, 2020

Liga szwajcarska:
- 2017

Superpuchar Rumunii:
- 2019

Liga rumuńska:
- 2020

Liga fińska:
- 2022[5]

Liga cypryjska:
- 2023[6]

## Sukcesy reprezentacyjne
Liga Europejska:
- 2018
- 2021